# Didymelales
Didymelales é uma ordem de plantas dicotiledónea. No sistema de Cronquist (1981) compreende apenas uma família, Didymelaceae.
No sistema APG II esta ordem não existe. A família Didymelaceae faz parte das famílias directamente relacionadas com as eudicotiledóneas.